# Alkaloidy
Alkaloidy (arabskie alkali – potaż i stgr. εἶδος eidos – postać = „przyjmujący postać zasady”) – według rekomendacji IUPAC z 1995 roku jest to grupa naturalnie występujących zasadowych związków organicznych (na ogół heterocyklicznych), głównie pochodzenia roślinnego, zawierających azot. Aminokwasy, peptydy, białka, nukleotydy, kwasy nukleinowe, aminocukry i antybiotyki nie są zwykle zaliczane do alkaloidów. Dodatkowo do tej grupy włączone są niektóre obojętne związki chemiczne biogenetycznie związane z alkaloidami zasadowymi.
Prekursorami do biosyntezy tych związków chemicznych są aminokwasy. Alkaloidy wykazują zwykle silne, nieraz trujące działanie fizjologiczne na organizm człowieka. Dla chemii organicznej przez ponad 100 lat były przedmiotem badań strukturalnych i syntetycznych. Przykładem jest morfina, wydzielona z opium w stanie czystym już w 1813, której budowa została wyjaśniona ostatecznie dopiero w roku 1952.
Z fizjologicznego punktu widzenia alkaloidy pełnią funkcję metabolitów wtórnych, chroniących roślinę przed roślinożercami (poprzez nadanie gorzkiego smaku), mikroorganizmami i infekcjami. Większość alkaloidów powstaje w pobliżu miejsc o największej intensywności przemiany materii, czyli wszystkich merystemów, nie znaczy to jednak, że tam jest ich najwięcej, bo np. u bielunia (Datura) najwięcej jest ich w ogonkach liściowych, a u chinowca (Cinchona) w korze. Ma to znaczenie z punktu widzenia zielarstwa, gdzie ważne jest, żeby wiedzieć jakie części roślin i kiedy zbierać. Należy zaznaczyć, że niektóre alkaloidy w czasie transportu wewnątrz roślin ulegają przemianom biochemicznym.
Przeważająca większość alkaloidów to substancje stałe, jedynie nieliczne są cieczami. Większość jest albo bardzo słabo, albo wcale nierozpuszczalna w wodzie, natomiast bardzo łatwo rozpuszczają się w rozpuszczalnikach organicznych. Do tej pory poznano budowę ok. 6500 alkaloidów, z których ponad sto znalazło zastosowanie w medycynie. Współcześnie (zależnie od kosztów ekonomicznych) alkaloidy pozyskuje się z natury, z hodowli tkankowej lub syntezy chemicznej.
Traktowanie alkaloidów jako fizjologicznych związków wtórnych, swoistych „odpadów”, powstających w cyklach biochemicznych, jest ostatnio mocno krytykowane. Coraz częściej alkaloidy są traktowane jako celowo syntetyzowane związki oddziałujące toksycznie na roślinożerców, a powstałe w wyniku koewolucji układu roślina – roślinożerca. Za tą hipotezą przemawia fakt, iż produkcja alkaloidów wymaga sporego wkładu energii, przez co jest dla roślin kosztowna. Trudno sobie wyobrazić zmiany ewolucyjne prowadzące do bezcelowego trwonienia asymilowanej energii przez tworzenie związków bezużytecznych. Dodatkowym argumentem jest konieczność wykorzystania trudnych do pozyskania ze środowiska atomów azotu. W wielu środowiskach, w których występują rośliny syntetyzujące alkaloidy, azot jest pierwiastkiem deficytowym w glebie, a jednocześnie jest konieczny do tworzenia aminokwasów i tym samym syntezy alkaloidów. Przy takim podejściu nie dziwi fakt koncentracji tych związków w miejscach o niekoniecznie najwyższej przemianie materii, ale najbardziej narażonych na atak roślinożerców.
Wiele toksycznych alkaloidów podawanych w odpowiednio małych dawkach stanowi skuteczne leki na liczne choroby i dolegliwości (np. morfina, kodeina, chinina). Liczne alkaloidy stanowią składniki używek (kofeina, teobromina, nikotyna).
Wiele toksycznych alkaloidów wykorzystuje się do zwalczania szkodników (strychnina).
Do bardzo silnych trucizn należy tubokuraryna, występująca w Chondodendron tomentosum i używana do zatruwania grotów strzał przez Indian południowoamerykańskich.

## Zielarski podział alkaloidów ze względu na budowę chemiczną, wraz z przykładami surowców roślinnych

### Alkaloidy zawierające atomazotuw układzie heterocyklicznym.
- Alkaloidy tropanowe – estry alkoholi tropanowych z kwasami aromatycznymi lub alifatycznymi.
  - Atropina
  - Hioscyjamina
  - Skopolamina
  - Kokaina
  - Surowce zawierające te alkaloidy: Belladonnae fol., Hyoscyami fol., Stramonii fol.
- Alkaloidy chinolinowe – zawierają w cząsteczce układ chinoliny
  - powstające na drodze biosyntezy z tryptofanu:
    - Chinina
    - Chinidyna

  - powstające na drodze biosyntezy z kwasu antranilowego:
    - Graweolina

  - pochodne furochinoliny:
    - Dyktamina
    - Kokusagina

  - Surowce zawierające te alkaloidy: Cinchonae cort.
- Alkaloidy izochinolinowe – zawierają w cząsteczce układ izochinoliny
  - Typu aporfiny
    - Glaucyna
    - Boldyna
    - Magnofloryna

  - Typu benzofenantrydyny
    - Chelidonina
    - Cheleretryna
    - Sangwinaryna

  - Typu protoberberyny
    - Protoberberyna
    - Berberyna
    - Koptyzyna

  - Typu protopiny
    - Fumaryna

  - Typu benzyloizochinoliny
    - Papaweryna

  - Typu ftalidoizochinoliny
    - Narkotyna

  - Typu morfinanu
    - Morfina
    - Kodeina
    - Tebaina

  - Typu emetyny
    - Emetyna
    - Cefalina
    - Psychotryna

  - Surowce zawierające te alkaloidy: Opium, Boldo fol., Chelidonii hb., Fumariae hb., Ipecacuanhae rad., Galanthi bulbus
- Alkaloidy chinolizydynowe – zawierają w cząsteczce układ chinolizydyny
  - Cytyzyna
  - Sparteina
  - Surowce zawierające te alkaloidy: Citisi sem.
- Alkaloidy indolowe – zawierające w cząsteczce azot w układzie heterocyklicznym, pięcioczłonowym
  - pochodne indolu
    - Typu strychnos
      - Strychnina
      - Braucyna
      - Nowacyna
      - Womicyna

    - Typ Johimbanu
      - Johimbina
      - Rezerpina
      - Dezerpidyna

    - Typ heterojohimbanu
      - Ajmalicyna
      - Rezerpilina

    - Typu cynchonanu
      - Cynchonamina
      - Chinicyna

    - Typu eburnanu
      - Winakamina
      - Epiwinkamina
      - Wincyna
      - Eburnamonina

    - Typu aspidospermanu
      - Winakdiformina
      - Minowincyna
      - Winkadyna

    - Typu harmanu
      - Harman
      - Harmina
      - Harmol

  - pochodne dihydroindolu
    - Ajmalina
    - Raupina

  - Surowce zawierające te alkaloidy: Strychni sem., Yohimbe cort., Rauwolfiae rad., Vncae rosae fol., Vincae minoris hb., Passiflorae hb.
- Alkaloidy pochodne ergoliny – alkaloidy sporyszu
  - pochodne kwasu D-lizergowego
    - Ergometryna
    - Ergotamina
    - Ergozyna
    - Ergokrystyna
    - Ergokryptyna

  - pochodne kwasu D-izolizergowego (są nieczynne farmakologicznie)
    - Ergometrynina
    - Ergotaminina
- Alkaloidy pirolizydynowe – estry aminoalkoholi zawierających układ pirolizydyny z kwasami alifatycznymi
  - estry nasycone
    - Tussilagina
    - Izotussilagina
    - Neotussilagina

  - estry nienasycone
    - Intermedyna
    - Symfetyna

  - Surowce zawierające te alkaloidy: Farfarae fol., Symphyti rad.
- Alkaloidy purynowe – pochodne puryny
  - Kofeina
  - Teobromina
  - Teofilina
  - Surowce zawierające te alkaloidy: Coffeae sem., Theae fol., Cacao sem., Colae sem., Mate, Guarana
- Alkaloidy Imidazolowe – zawierające układ imidazolu
  - Pilokarpina
  - Surowce zawierające te alkaloidy: jaborandi fol.

#### Alkaloidy pirydynowe
- Alkaloidy pirydynowe – zawierające układ pirydyny
  - pochodne pirydyny
    - Walerianina
    - Gencjalutyna

  - pochodne N-metylopirydyny
    - Nikotyna
    - Anabazyna

  - Surowce zawierające te alkaloidy: Valerianae rad., Nicotinae fol.

##### Alkaloidy piperydynowe
- Alkaloidy piperydynowe – Zawierają układ piperydyny
  - Koniina
  - Lobelina
  - Kniceina
  - Surowce zawierające te alkaloidy: Conii maculati fr., Lobeliae hb.
- Alkaloidy terpenowe – zasady terpenowe, zawierające azot w pierścieniu
  - Właściwe alkaloidy diterpenowe
    - napelina

  - Alkaloidy norditerpenowe (mają o jeden atom węgla mniej)
    - akonityna

  - Surowce zawierające te alkaloidy: aconiti tuber
- Alkaloidy steroidowe – zawierające układ steroidowy z dodatkowym pierścieniem zawierającym azot
  - Typu Veratrum – występują w roślinach z rodziny melantkowatych (melanthiaceae) np. w kłączach ciemiężycy białej (Veratrum album)
    - Weratramina
    - Weratrydyna

  - Typu Solanum – występują w roślinach z rodzaju solanum
    - alkaloidy typu spirosolanu – zbliżone budową do saponin steroidowych
      - Solasodyna
      - Tomatydyna

    - alkaloidy typu solanidanu – azot wbudowany w pierścień indolizydyny
      - Solanidyna
      - Demissydyna

### Alkaloidy zawierające atom azotu poza układem cyklicznym
- pochodne tropolonu
  - Kolchicyna
  - Surowce zawierające te alkaloidy: Colchici sem.
- aminy aromatyczne
  - Efedryna
  - Katyna
  - Kapsaicyna
  - Surowce zawierające te alkaloidy: Ephedrae hb., Capsici fr.
- aminy alifatyczne
  - Cholina
  - Surowce zawierające te alkaloidy: Foenugraeci sem.
- pochodne guanidyny
  - galegina
  - Surowce zawierające te alkaloidy: Galegae hb.
- alkaloidy terpenowe zawierające azot poza układem cyklicznym
  - taksol
  - Surowce zawierające te alkaloidy: Taxi cort.